# دارکو هوروات
دارکو هوروات (انگلیسی: Darko Horvat؛ زادهٔ ۲۸ سپتامبر ۱۹۷۰) سیاستمدار اهل کرواسی است.